# کلاته زینل
کلاته زینل، روستایی از توابع بخش طاغنکوه شهرستان فیروزه در استان خراسان رضوی ایران است.

## جمعیت
این روستا در دهستان طاغنکوه شمالی قرار دارد و براساس سرشماری مرکز آمار ایران در سال ۱۳۸۵، جمعیت آن ۲۵۰ نفر (۵۳خانوار) بوده‌است.